# Dutch International 2005
Die Dutch International 2005 im Badminton fanden vom 14. bis zum 17. April 2005 in Wateringen statt. Es war die 6. Austragung der Titelkämpfe.

## Sieger und Platzierte
| Disziplin    | Gold                              | Silber                              | Bronze                             |
| ------------ | --------------------------------- | ----------------------------------- | ---------------------------------- |
| Herreneinzel | Björn Joppien                     | Arif Rasidi                         | Peter Mikkelsen                    |
| Herreneinzel | Björn Joppien                     | Arif Rasidi                         | Rasmus Wengberg                    |
| Dameneinzel  | Petya Nedelcheva                  | Karina de Wit                       | Juliane Schenk                     |
| Dameneinzel  | Petya Nedelcheva                  | Karina de Wit                       | Susan Hughes                       |
| Herrendoppel | Ingo Kindervater Kristof Hopp     | Michael Fuchs Roman Spitko          | Anders Kristiansen Simon Mollyhus  |
| Herrendoppel | Ingo Kindervater Kristof Hopp     | Michael Fuchs Roman Spitko          | Imanuel Hirschfeld Dennis von Dahn |
| Damendoppel  | Nicole Grether Juliane Schenk     | Elin Bergblom Johanna Persson       | Birgit Overzier Michaela Peiffer   |
| Damendoppel  | Nicole Grether Juliane Schenk     | Elin Bergblom Johanna Persson       | Karina de Wit Betty Krab           |
| Mixed        | Fredrik Bergström Johanna Persson | Ingo Kindervater Kathrin Piotrowski | Vladislav Druzchenko Elena Nozdran |
| Mixed        | Fredrik Bergström Johanna Persson | Ingo Kindervater Kathrin Piotrowski | Roman Spitko Carina Mette          |

## Finalergebnisse
| Disziplin    | Sieger                            | Finalist                            | Ergebnis    |
| ------------ | --------------------------------- | ----------------------------------- | ----------- |
| Herreneinzel | Björn Joppien                     | Arif Rasidi                         | 15-7, 15-1  |
| Dameneinzel  | Petya Nedelcheva                  | Karina de Wit                       | 11-3, 11-5  |
| Herrendoppel | Ingo Kindervater Kristof Hopp     | Michael Fuchs Roman Spitko          | 15-8, 15-6  |
| Damendoppel  | Nicole Grether Juliane Schenk     | Elin Bergblom Johanna Persson       | 15-4, 15-9  |
| Mixed        | Fredrik Bergström Johanna Persson | Ingo Kindervater Kathrin Piotrowski | 15-4, 15-13 |